# クスンダ
クスンダ（Kusunda）はネパール西部の先住民族。ネパール語でBan Raja（森の民）とも呼ばれ、自称はMihaqという。クスンダはネパール語で「野蛮人」を意味するが、彼ら自身はこの呼び名に特に反感を持っていない。
かつては狩猟採集民だったが、現在は村に定住し、周囲の人々との結婚が多く、民族としては消滅しかけている。アニミズムを信仰してきたが、ヒンドゥー教の影響も強い。2001年の国勢調査によれば、全員で164人おり（ネパールの最少数民族）、うち160人がヒンドゥー教徒、4人が仏教徒という。
元来は固有言語クスンダ語を話していたが、すでに子供は話さなくなり（たいてい親の一方は他民族）、ほぼ絶滅状態である。Wattersが2005年にクスンダ語の文法・語彙をまとめ、完全に孤立した言語としている。これまでブルシャスキー語やチベット・ビルマ語族などとの関係が研究され、最近ではWhitehouseらがインド太平洋語族（ジョーゼフ・グリーンバーグが提唱した分類で、パプア諸語などを含む）に入れる考えを出している。
近年のゲノム解析により、現生人類の拡散で、東南アジア・雲南へ向かった現生人類のうちで早期に分化し、現在地付近で狩猟採集を続けた民族とみる説がある。

## 文献
- D. E. Watters (2005): Notes on Kusunda Grammar: A language isolate of Nepal. Himalayan Linguistics Archive 3. 1-182. NFDIN Katmandu, ISBN 99946-35-35-2.(pdf)

- P. Whitehouse et al. (2004): Kusunda: An Indo-Pacific language in Nepal. PNAS vol. 101 no. 15  5692-5695.